# Lesley McNaught
Lesley McNaught, även känd som Lesley McNaught-Mändli, född 10 februari 1964 i Hinckley, Leicestershire, död 26 december 2023, var en brittisk-schweizisk ryttare som tävlade för Schweiz.
Hon tog OS-silver i lagtävlingen i hoppning i samband med de olympiska ridsporttävlingarna 2000 i Sydney.